# پروژه برق آبی کارنالی علیا
پروژه برق آبی کارنالی علیا (به لاتین: Upper Karnali Hydropower Project) یک نیروگاه برقابی در نپال است که در نپال واقع شده‌است.